# School of Oriental and African Studies
School of Oriental and African Studies (SOAS) är ett universitet i centrala London, grundat 1916, som tillsammans med flera Londonbaserade universitet, bland annat London School of Economics och University College London, utgör University of London. Vid universitet utbildades ursprungligen administratörer till Storbritanniens koloniala imperium med specialistkompetens inom bland annat asiatisk och afrikansk ekonomi, juridik, politik och språk.
SOAS rankades av tidningen The Times som Europas elfte bästa universitet.
Universitet består av två campus; huvudcampus är beläget vid Russell Square i stadsdelen Bloomsbury, tillsammans med systeruniversitetet University College London. Sedan 2001 finns ett campus i stadsdelen Islington vid Vernon Square, ungefär 20 minuters gångavstånd från huvudcampus.
SOAS utbildning är i huvudsak fokuserad på ekonomi, politik, juridik och språk inom den geografiska regionen Asien, Mellanöstern och Afrika. Universitetet erbjuder över 300 grundutbildningar och ett sjuttiotal mastersutbildningar. SOAS rankas årligen bland de fem bästa universiteten i Storbritannien inom ämnen som politik, ekonomi, historia, juridik och linguistik.

## Anställda och alumner
Bland sina anställda och alumni räknar skolan flera av världens ledande politiker, akademiker och företagare. Bland dessa märks Aung San Suu Kyi, Lao She, Jung Chang och Sir Reginald Fleming Johnston, privatlärare åt Kinas siste kejsare Puyi.

## Konstsamlingar
Till universitetet hör även två gallerier, the Percival David Foundation of Chinese Art, som innehar en av Europas mest omfattande samlingar av kinesiskt keramik och poslin. Brunei Gallery med en allomspännande samling med samtida och historiska föremål från Afrika, Mellanöstern och Asien.

## Honorary Fellows
Skolans exekutiva råd utser Honorary Fellows bland människor som gjort stora bidrag till utvecklingen av forskning om Asien, Mellanöstern och Afrika. Bland de svenskar som fått utmärkelsen märks professor emeritus Göran Malmqvist, tidigare professor i kinesiska vid Australian National University och Stockholms universitet och nuvarande medlem i Svenska Akademien, Kungliga Vetenskapsakademien och Kungliga Vitterhetsakademien. Göran Malmqvist var verksam vid SOAS som lektor och docent åren 1953-1961.

## Internationellt samarbete
Universitet har nära akademiskt samarbete med ett flertal ledande akademiska institutioner världen över, bland annat sitt franska systeruniversitet Institut national des langues et civilisations orientales (INALCO) i Paris, Frankrike.

## Hans Rausing Endangered Languages Project
Lisbet Rausing, dotter till Tetra Paks grundare Hans Rausing, är Senior Research Fellow vid Imperial College, London, och hedersmedlem av British Academy. Hon är också ordförande i Arcadia Trust, tidigare Lisbet Rausing Charitable Fund, som i början av 2000-talet gjorde en donation om 20 miljoner brittiska pund (ca 300 miljoner kronor enligt dåtida växelkurs) till SOAS. Donationen möjliggjorde initierandet av Hans Rausing Endangered Languages Project, en helt ny forsknings- och undervisningsinstitution vid skolan med akademiskt fokus mot utrotningshotade språk, inklusive en Hans Rausing-professur i utrotningshotade språk och 12 heltidsanställda forskartjänster. 2004 utsågs Rausing till hedersdoktor vid SOAS.

## Alumni (urval)
- Sultan Salahuddin, kung i Malaysia 1999-2001.
- Mette-Marit, kronprinsessa i Norge.
- Anthony Brooke, Rajah Muda of Sarawak.
- Prinsessan Maria Laura av Belgien.
- Luisa Diogo, nuvarande premiärminister i Moçambique.
- Bülent Ecevit, tidigare premiärminister i Turkiet.
- Aung San Suu Kyi, Nobelpristagare och demokratikämpe.
- Fatima Bhutto, författare och journalist.

## Anställda
- Jung Chang, kinesisk författare; Vilda svanar, Mao.
- Michel Hockx, professor i modern kinesiska, ordförande i British Association of Chinese Studies.
- Sir Reginald Johnston, privatlärare åt Qingdynastins siste kejsare, Puyi.
- Göran Malmqvist, sinolog, tidigare professor i modern kinesiska vid såväl Australian National University som Stockholms universitet, medlem i Svenska Akademien, Kungliga Vetenskapsakademien och Kungliga Vitterhetsakademien.
- Lao She, en av Kinas mest inflytelserika författare under 1900-talet.